# Veniliornis maculifrons
El carpintero orejigualdo (Veniliornis maculifrons) es una especie de ave de la familia Picidae y perteneciente al género Veniliornis. Habita de manera endémica en selvas tropicales del sudeste de Brasil.

## Hábitat y distribución
Se distribuye de manera endémica en el sudeste del Brasil en los estados de: Bahía, Minas Gerais, Espirito Santo, y Río de Janeiro. 
Sus hábitats naturales son selvas húmedas tropicales de tierras bajas, y otras zonas boscosas tropicales húmedas degradadas.

## Costumbres
Es un ave que vive mayormente solitaria o en pareja, diurna, arborícola, de estratos medios a altos de las selvas y bosques húmedos tropicales. Mientras mantiene su cola apoyada en la corteza, recorre el tronco en busca de insectos, dieta que complementa con frutas. Marca su territorio con llamados agudos y golpeteos en troncos huecos. Su vuelo es ondulado y lento. 
Nidifica en huecos que horada en los árboles, donde coloca huevos de color blanco.

## Taxonomía
Esta especie monotípica fue descrita originalmente por Johann Baptist von Spix en el año 1824, bajo el nombre de: Picus maculifrons, con localidad típica: «Río de Janeiro, Brasil».
Forma una superespecie con Veniliornis kirkii, Veniliornis chocoensis, Veniliornis cassini, y Veniliornis affinis.